# Marcel Balsa
Marcel Lucien Balsa (Creuse, 1 januari 1909 - Maisons-Alfort, 11 augustus 1984) was een Frans Formule 1-coureur. Hij reed één race; de Grand Prix van Duitsland in 1952 voor het team BMW.